# Castelbelforte
Castelbelforte ist eine norditalienische Gemeinde (comune) mit 3297 Einwohnern (Stand 31. Dezember 2023) in der Provinz Mantua in der Lombardei. Die Gemeinde liegt etwa 21 Kilometer westnordwestlich von Mantua und grenzt unmittelbar an die Provinz Verona. Durch den Ort fließt der Scolo Essere.

## Geschichte
Der Ort trug im frühen Mittelalter noch den Namen Castelbonafisso. Gegen 1680 ist dann der heutige Name nachgewiesen.